# روبرت كلارك (لاعب كرة قدم بريطاني)
روبرت كلارك (بالإنجليزية: Robert Clark)‏ (6 فبراير 1903 في المملكة المتحدة - ) هو لاعب كرة قدم بريطاني في مركز الهجوم. لعب مع نادي ليفربول ونوتينغهام فورست ونيوكاسل يونايتد ونادي  شيلدز الشمالية ‏.